# هیرویوکی هوسودا
هیرویوکی هوسودا (به ژاپنی: 細田 博之, Hosoda Hiroyuki); ۵ آوریل ۱۹۴۴ – ۱۰ نوامبر ۲۰۲۳) سیاستمدار اهل ژاپن بود که از نوامبر ۲۰۲۱ تا اکتبر ۲۰۲۳ به عنوان رئیس مجلس نمایندگان (ژاپن) خدمت کرد.